# Johann M. Baur
Johann Martin Baur född 1930 i Monfalcone, död 10 januari 2007, var en tysk amatörastronom.
Minor Planet Center listar honom som J. M. Baur och som upptäckare av 15 asteroider.
Asteroiden 11673 Baur är uppkallad efter honom.

## Asteroider upptäckta av Baur
| 3896 Pordenone                          | 18 november 1987  |
| 4630 Chaonis                            | 18 november 1987  |
| 4637 Odorico                            | 8 februari 1989   |
| 4803 Birkle                             | 1 december 1989   |
| 5137 Frevert                            | 8 november 1990   |
| 5518 Mariobotta                         | 30 december 1989  |
| (14856) 1989 SY13 [A]                   | 26 september 1989 |
| (19145) 1989 YC                         | 25 december 1989  |
| (19976) 1989 TD                         | 4 oktober 1989    |
| (26825) 1989 SB14 [A]                   | 26 september 1989 |
| (29163) 1989 SF14 [A]                   | 26 september 1989 |
| (30803) 1989 SG14 [A]                   | 26 september 1989 |
| (46550) 1989 SZ13 [A]                   | 26 september 1989 |
| (175661) 1989 SC14 [A]                  | 26 september 1989 |
| Upptäckt tillsammans med: A Kurt Birkle |                   |